# Dario Beni
Dario Beni (Roma, 1 de enero de 1889 - Roma, 11 de febrero de 1969) fue un ciclista italiano que corrió entre 1909 y 1921.
En su palmarés destaca el hecho de ser el primer vencedor de etapa de la historia del Giro de Italia en la primera edición, el 1909. En esta misma edición ganó otra etapa, así como en la edición de 1911. También fue dos veces Campeón de Italia de ciclismo en ruta, el 1909 y el 1911.

## Palmarés
- 1909
  - Campeón de Italia en ruta 
  - Vencedor de 2 etapas del Giro de Italia
- 1911
  - Campeón de Italia en ruta
  - 1º en la Roma-Nápoles-Roma
  - Vencedor de una etapa del Giro de Italia
- 1912
  - 1º en la Roma-Nápoles-Roma
  - 1º en el Giro de Romagna
- 1914
  - 1º en la Roma-Nápoles-Roma

### Resultados al Giro de Italia
- 1909. 7º de la clasificación general. Vencedor de 2 etapas
- 1911. 6º de la clasificación general. Vencedor de una etapa